# Ivaste
Ivaste – wieś w Estonii, w prowincji Tartu, w gminie Kambja.